# Onthophilus flavicornis
Onthophilus flavicornis är en skalbaggsart som beskrevs av Lewis 1884. Onthophilus flavicornis ingår i släktet Onthophilus och familjen stumpbaggar. Inga underarter finns listade i Catalogue of Life.